# Carlo D'Amicis
Carlo D'Amicis (Taranto, 22 maggio 1964) è uno scrittore e conduttore radiofonico italiano.

## Biografia
Nato a Taranto, vive e lavora a Roma. Ha pubblicato dodici romanzi, tra i quali Il Gioco è stato nel 2018 finalista al Premio Strega.
Dal suo romanzo "La guerra dei cafoni" nel 2017 è stato tratto un film di Davide Barletti e Lorenzo Conte e un recital di Sergio Rubini, portato in diversi teatri italiani. Dal suo romanzo breve "Maledetto nei secoli dei secoli" è stato tratto uno spettacolo teatrale interpretato da Valentina Sperlì per la regia di Renata Palminiello.
Ha firmato la sceneggiatura del film "La guerra dei cafoni", con cui è stato candidato al David di Donatello 2018 per la migliore sceneggiatura non originale, e del film "Se mi lasci ti sposo", in onda su Rai 1 nel dicembre dello scorso anno. È autore del programma radiofonico  di Radio 3 Fahrenheit e autore del programma di Rai 3 "Quante Storie".
È stato per dieci anni capitano della nazionale scrittori Osvaldo Soriano Football Club.

## Opere
- Piccolo Venerdì - Transeuropa 1995
- Il ferroviere e il golden gol - Transeuropa 1998, 66thand2nd 2020
- Ho visto un re - Limina 1999, Premio CONI per la letteratura sportiva
- Amor Tavor - Pequod Edizioni 2003
- Escluso il cane - Minimum Fax 2006, Premio "La Magna Capitana" e Premio "Kriterion"
- La guerra dei cafoni - Minimum Fax 2008, finalista al "Premio Bergamo" e al premio "Società dei lettori" di Lucca
- Maledetto nei secoli dei secoli l'amore - Manni 2009
- La battuta perfetta - Minimum Fax 2010
- Il grande cacciatore - Duepunti edizioni 2011
- Quando eravamo prede - Minimum Fax 2014
- Il gioco - Mondadori 2018, finalista Premio Strega[5]
- La regola del Bonsai - Mondadori 2022